# 哈利·波特与凤凰社
《哈利·波特与凤凰社》（英語：Harry Potter and the Order of the Phoenix）是英国作家J·K·罗琳创作的一部奇幻小说。本书也是哈利波特系列小说的第五部。书中讲述了哈利·波特在霍格沃茨魔法学校第五年的生活，也包括大反派伏地魔的秘密回归、OWL考试以及来自魔法部的阻挠。该小说于2003年6月21日由英国的布鲁姆斯伯里出版社以及美国学乐出版社首发出版。本书出版后24小时内销量就达到了500万册。
小说《哈利·波特与凤凰社》赢得了许多奖项，其中包括2003年美国图书馆协会最佳青少年图书奖。该书还于2007年被改编成电影，并被美国艺电公司改编为电子游戏。

## 情节
暑假期间，哈利·波特因为与朋友们缺乏联系以及校长邓布利多拒绝他参与对抗伏地魔而感到沮丧。一天晚上，摄魂怪袭击了他和他的表弟达力，但哈利使用守护神咒击退了摄魂怪。随后，凤凰社的成员抵达德思礼家并把哈利带到了格里莫广场12号。这里是小天狼星·布莱克的家，也是凤凰社的总部。凤凰社是邓布利多为对抗伏地魔及其食死徒而创建的秘密组织。哈利想加入凤凰社，但是他太年轻了。
在时任魔法部长康奈利·福吉的领导下，魔法部对哈利和邓布利多发起诽谤运动，声称两人在伏地魔复活一事上撒了谎。哈利因使用守护神咒而面临法律指控，但后来被免罪并返回霍格沃茨。魔法部高级职员多洛雷斯·乌姆里奇在这一年成为了新任黑魔法防御术教授。她实施仅限教科书的课程，并禁止学生练习防御咒语。哈利、罗恩和赫敏为此组建了一个名为“邓布利多军”的秘密学生团体。这群学生在有求必应屋聚会，并在哈利的指导下练习黑魔法防御术。
一天晚上，哈利梦见亚瑟·韦斯莱遭到伏地魔的蛇纳吉尼的袭击。而这一确实发生的袭击也让邓布利多意识到哈利的思想与伏地魔有某种连接。于是他命令斯内普教授教哈利大脑封闭术，以使伏地魔不再进入他的头脑。当乌姆里奇发现邓布利多军时，邓布利多声称是他组建了该组织，从而使哈利免于被开除的命运。为了避免被捕，邓布利多选择躲藏了起来。之后，乌姆里奇被任命为霍格沃茨新一任校长并开始制定更严格的学校规章制度。
在OWL考试期间，哈利看到伏地魔在魔法部神秘事务司折磨小天狼星的景象。他试图联系格里莫广场的小天狼星，但被乌姆里奇抓住并进行了审问。赫敏及时介入并说服乌姆里奇与她以及哈利一起去禁林。在禁林里，乌姆里奇激怒里居住在此的马人并被马人们抓走。哈利和他的朋友们于是逃出并设法飞到魔法部去救小天狼星，结果却发现小天狼星并不在那里。相反，他们发现架子上摆满了玻璃球，其中一个玻璃球上刻有哈利的名字。哈利捡起它并立即被食死徒包围。食死徒之一的卢修斯·马尔福透露，哈利是被伏地魔的虚假幻象引诱到魔法部的，伏地魔希望听到魔法球中所蕴含的预言。之后他向哈利索要预言球，但遭到哈利的拒绝。
在几位凤凰社成员的帮助下，学生们与食死徒展开战斗。纳威不小心将预言球从台阶上撞下来并摔碎。贝拉特里克斯·莱斯特兰奇在双方互斗中杀死了小天狼星。伏地魔突然出现并试图杀死哈利，但邓布利多赶到并阻止了他。福吉和其他魔法部员工也到达现场，亲眼在伏地魔逃跑前目击到了他。回到霍格沃茨后，邓布利多告诉哈利，这个预言是特里劳妮教授做出的，她预言了一个能够击败伏地魔的孩子的诞生。这个预言导致伏地魔谋杀了哈利的父母，也解释了他为什么想杀死哈利。哈利因预言和小天狼星的去世而感到不堪重负，但现在的魔法界终于开始相信并尊重他了。

## 创作、出版和发行
《哈利·波特》系列第四部与第五部之间的发行间隔了三年时间。这本小说献给了罗琳与她的第一任丈夫乔治·阿兰特斯的女儿杰西卡，现任丈夫尼尔·穆雷，以及她的儿子大卫。在接受《破釜酒吧》采访时，作者J·K·罗琳表示这本书篇幅“很长”，但她解释说“《凤凰社》这么长的原因之一，是需要描写哈利·波特在各种不同场景下的故事......而让他到达这些地方并从那里离开需要时间。”在另一场采访中，作者表示这本书本可以更短一些，并且她在试图完成它时逐渐感到时间和精力不足。由于罗琳花了三年时间才推出第五部哈利·波特系列小说，外界认为这位作家正在遭遇“缺乏灵感”的危机。不过，她否认了这些传闻，只是说她降低了工作节奏，以便能有更多时间陪伴孩子。罗琳表示，她曾试图在这本书中使用一个类似于《哈利·波特与混血王子》开头的情节，但没能如愿将其融入，因此最终放弃。作者还说《凤凰社》与《哈利·波特与死亡圣器》一样，对于哈利加深对母亲的了解非常重要。罗琳透露她曾多次重写了小天狼星·布莱克死亡的场景，并且在写这段时感到非常难过。她还补充说，布莱克的死亡并非随意而为：“哈利需要独自前行，过多的支持会让他的任务看起来过于轻松。”
在哈利·波特系列小说第五部出版之前，前四本书已经累计售出超过2亿册，并被翻译成55种语言在200多个国家出版。《哈利·波特与凤凰社》于2003年6月21日由布鲁姆斯伯里出版社和学乐出版社分别在英国和美国首发出版。由于该系列此时已经成为一种全球现象，本书创下了新的预订记录，成千上万的人在2003年6月20日午夜排队等候在书店抢购。在葡萄牙，出版商Presença于2003年10月负责发行这本书。同年11月，该书由出版商Rocco在巴西发行。
尽管出版发行方安排了严密的安保措施，正式发售前的2003年6月15日仍有数千本书在默西塞德郡厄尔斯敦的一座仓库被盗。英国负责印刷《哈利·波特》系列书籍的Clays公司一名员工偷走了两本书，并试图将其卖给《太阳报》。该报社收到了书，并发表了书的第一页（上面只有书名和霍格沃茨的徽章）以及一张记者阅读小说的照片。《每日新闻》在正式发售前大约五天得到了该书的一份副本，并公开了有关该书的重要信息，例如一些新角色的名字。因此，罗琳向该小报提起了一项1亿美元的诉讼。
《哈利·波特与凤凰社》在2003年是美国青少年读物畅销书排行榜第一名。本书中文版也销售火爆，首批投放北京市场的3500册仅3天时间就基本售完。而此前该系列前4部小说在中国大陆已经累计销售600多万册。与系列前几部作品的首发行量20万册相比，本书的首发行量突破了80万册。即便单书定价达到59元人民币，在发售当天的北京图书大厦外不到上午8点就有书迷排起长队等候，当日该大厦就售出了超过一万册，创下单日销售纪录。

### 评价
小说《哈利波特与凤凰社》获得了大部分好评，并获得了多个奖项。《卫报》报道了几家英国刊物对这部小说的评论，并根据五分制对小说进行了评分：《每日邮报》评分为四分，《观察家报》、《旗帜晚报》、《独立报》、《每日电讯报》和《泰晤士报》评分为三分，《星期日独立报》的评分仅为二分。在美国媒体BookBrowse上，这本书以“评论家共识”获得了的评价，而按照5分制评分，《AudioFile》、《丹佛邮报》、《洛杉矶时报》、《纽约时报》、《华盛顿邮报》、《时代》杂志、《今日美国》、《出版商周刊》以及《学校图书馆学报》均打出了5分。
2004年，该书被美国图书馆协会评为最佳青少年读物，并列为美国图书馆协会的杰出图书之一。本书还获得了2004年度奥本海姆玩具金奖等多个奖项。作者罗琳在本书中呈现出的想象力也得到了《今日美国》撰稿人戴尔德丽·多纳休（Deirdre Donahue）的称赞。批评主要集中于小说中的暴力场景以及与全书所揭示的道德问题有关。《纽约时报》撰稿人约翰·伦纳德（John Leonard）称赞了这部小说，他说：“《凤凰社》开头节奏较慢，随后逐渐加快，最终以激烈的高潮结束……随着哈利长大，罗琳的写作也更加出色。”不过，他也批评了“德拉科·马尔福的单调”以及“伏地魔（的所有行动都）可以预测”。

### 前作与续作
《哈利·波特与凤凰社》是哈利·波特系列的第五本书。该系列的第一本书《哈利·波特与魔法石》于1997年由布鲁姆斯伯里出版社首次出版，精装版首印500册，其中300册分发给图书馆。1997年底，这本书的英国版荣获国家图书奖，以及雀巢聪明豆图书奖9至11岁儿童组别金奖。系列第二部小说《哈利波特与密室》于1998年7月2日在英国出版。第三部小说《哈利·波特与阿兹卡班的囚徒》于一年后的1999年7月8日在英国出版，1999年9月8日在美国出版。第四部小说《哈利·波特与火焰杯》于2000年7月8日由布鲁姆斯伯里出版社和学乐出版社同时出版。系列第五部小说《哈利·波特与凤凰社》是这一系列中篇幅最长的一本，但它所改编的电影却是系列中时长第二短的，仅有2小时18分钟。
在《凤凰社》出版后，哈利波特系列的第六本书《哈利·波特与混血王子》于2005年4月2日出版，并在全球发布后的24小时内售出了900万册。第七部也是系列最后一部小说《哈利·波特与死亡圣器》于2007年7月21日出版。该书在发布后的24小时内售出了1100万册：其中英国270万册，美国830万册。

## 改编

### 电影
2007年，《哈利·波特与凤凰社》被改编为电影，由大卫·叶茨执导，迈克尔·戈登伯格编剧。该片由大卫·海曼的公司Heyday Films与大卫·巴伦（David Barron）联合制作。据报道影片的制作预算在7500万到1亿英镑（1.5亿到2亿美元）。这部影片成为当时未经通货膨胀调整的全球票房第十一高的电影，并获得了评论界和商业上的成功。电影在全球首映的五天内取得了3.33亿美元的票房，创下史上第三高的开幕成绩，最终总票房达9.4亿美元，仅次于《加勒比海盗3：世界的尽头》，成为2007年票房第二高的电影。

### 电子游戏
《哈利·波特与凤凰社》的小说和电影版被改编成了电子游戏，适用于Windows、PS2、PS3、Xbox 360、PSP、任天堂DS、Wii、Game Boy Advance以及Mac OS X等平台。游戏于2007年6月25日在美国上架，2007年6月28日在澳大利亚，6月29日在英国和欧洲市场的PS3、PSP、PS2以及Windows平台发布，大部分其他平台版本则在2007年7月3日发布。该游戏由美国艺电公司发行。

## 翻译
该书的首个官方外文译本于2003年7月21日以越南语发行。首个官方欧洲译本于2003年9月初在塞尔维亚和黑山由官方出版社Narodna Knjiga以塞尔维亚语出版。其他译本随后陆续出现（如2003年11月的荷兰语和德语版）。英语版本在法国的畅销书榜上名列前茅，而在德国和荷兰，网络上开始了非官方的翻译传播过程。
本书英文版上市后中文正版出版之前，在中国大陆地区出现了多个不同的盗版版本。但这些盗版书多将本书的书名翻译为《哈利·波特与凤凰令》，甚至将小说《挪威的森林》中文版翻译者林少华误植为本书的中文翻译者。此外也有一些书迷在互联网上自发进行了一些不连续的翻译。而2003年9月20日在中国大陆正式上架的正版书却将书名翻译为《哈利·波特与凤凰社》。正版图书出版方人民文学出版社解释这并不是为了与盗版的《凤凰令》做区别，而是在尊重原作的原则下，考虑到书中的“Order”实际指的是对抗伏地魔的一个社团，因此选用《哈利·波特与凤凰社》作为书名。为了打击盗版，出版方还在本书正版发售初期在一些城市开展了“盗版换购正版”活动。本书的简体中文版翻译由人民文学出版社的马爱农、马爱新姐妹以及蔡文一同在2003年6月21日英文版上市后通过3个月的时间翻译完成。